# Wildwood Kin
 (janvier 2021).
La mise en forme du texte ne suit pas les recommandations de Wikipédia : il faut le « wikifier ».
Les points d'amélioration suivants sont les cas les plus fréquents :
- Les titres sont pré-formatés par le logiciel. Ils ne sont ni en capitales, ni en gras.
- Le texte ne doit pas être écrit en capitales (les noms de famille non plus), ni en gras, ni en italique, ni en « petit »…
- Le gras n'est utilisé que pour surligner le titre de l'article dans l'introduction, une seule fois.
- L'italique est rarement utilisé : mots en langue étrangère, titres d'œuvres, noms de bateaux, etc.
- Les citations ne sont pas en italique mais en corps de texte normal. Elles sont entourées par des guillemets français : « et ».
- Les listes à puces sont à éviter, des paragraphes rédigés étant largement préférés. Les tableaux sont à réserver à la présentation de données structurées (résultats, etc.).
- Les appels de note de bas de page (petits chiffres en exposant, introduits par l'outil «  Source ») sont à placer entre la fin de phrase et le point final[comme ça].
- Les liens internes (vers d'autres articles de Wikipédia) sont à choisir avec parcimonie. Créez des liens vers des articles approfondissant le sujet. Les termes génériques sans rapport avec le sujet sont à éviter, ainsi que les répétitions de liens vers un même terme.
- Les liens externes sont à placer uniquement dans une section « Liens externes », à la fin de l'article. Ces liens sont à choisir avec parcimonie suivant les règles définies. Si un lien sert de source à l'article, son insertion dans le texte est à faire par les notes de bas de page.
- La présentation des références doit suivre les conventions bibliographiques. Il est recommandé d'utiliser les modèles {{Ouvrage}}, {{Chapitre}}, {{Article}}, {{Lien web}} et/ou {{Bibliographie}}. Le mode d'édition visuel peut mettre en forme automatiquement les références.
- Insérer une infobox (cadre d'informations à droite) n'est pas obligatoire pour parachever la mise en page.

Pour une aide détaillée, merci de consulter Aide:Wikification.
Si vous pensez que ces points ont été résolus, vous pouvez retirer ce bandeau et améliorer la mise en forme d'un autre article.
Pour les articles homonymes, voir Wildwood.
Wildwood Kin est un trio familial contemporain anglais de musique folk, composé des sœurs Beth et Emillie Key et de leur cousine Meghann Loney, originaires d'Exeter, Devon, en Angleterre. Leur premier album Turning Tides est sorti en août 2017. Le groupe sort le deuxième album éponyme, Wildwood Kin, en octobre 2019. Leur popularité grandit sur les plateformes d'écoute telles Spotify, grâce à des titres comme Beauty in Your Brokenness ou Never Alone qui rencontre un certain succès auprès des fans toujours plus nombreux. Wildwood Kin est de plus en plus exposée au grand public britannique, notamment grâce à son apparition sur le plateau du Sunday Brunch sur la chaîne de télévision BBC 4, le 22 septembre 2019.

## Le Trio [2013-2022]
Avant de former officiellement un groupe, Beth, Emillie et Meghann s'harmonisent à tout ce qui est à portée de voix, aux chansons à la radio, aux jingles télévisés, aux publicités et même à la sonnette. Elles trouvent rapidement leur style propre, avec Emillie à la guitare, Beth au bouzouki ou au clavier, et Meghann à la batterie. Bien qu'elles soient appréciées pour la qualité de leur arrangements d'harmonies à trois voix, elles chantent également toutes les trois en soliste à tour de rôle au sein de leurs compositions. Le groupe puise son inspiration dans des groupes de la scène folk et pop comme Simon and Garfunkel, Fleetwood Mac ou encore James Taylor, ainsi que des artistes plus récents tels Mumford and Sons, Ben Howard, Fleet Foxes, Sigur Rós ou encore The Civil Wars.
Leur première performance de concert a lieu au village de Stokeinteignhead dans le comté de Devon en Angleterre, au Church House Inn, devant un public d'une soixantaine de personnes. C'est à cette date qu'elles furent repérées par leur futur manager. Leur carrière s'est ensuite rapidement développée et en 2017, elles sortent leur premier album, Turning Tides, via le label Silvertone, dépendant de Sony Music UK. Le groupe passe une grande partie de l'année 2017 en tournée, jouant dans un certain nombre de festivals britanniques et européens pendant l'été, y compris une apparition avec Seth Lakeman au BBC Radio 2 Live à Hyde Park et au BBC Music Introducing Stage à Glastonbury.
En 2018, elles interprètent leur single "Steady My Heart" dans le cadre de l'émission spéciale de reprise occasionnelle de The Old Grey Whistle Test avec le présentateur historique Bob Harris.
En juillet 2019, elles annoncent la sortie de leur deuxième album éponyme, Wildwood Kin, comptant notamment le single "Never Alone", écrit et produit par Ed Harcourt.

## Le Duo
À la suite d'un communiqué officiel sur les réseaux sociaux, le trio annonce le 5 novembre 2022 que la percussionniste Meghann Loney quittera le groupe à l'issue du dernier concert de la tournée anglais, à l'Exeter Phoenix le 17 décembre 2022 à Exeter, Devon. Le départ de Meghann fait suite à une volonté de celle-ci de quitter l'industrie musicale en tant que profession. Le groupe précise également que Wildwood Kin poursuivra en tant que duo, composé des deux sœurs Key. 

## Discographie

### Albums
| Titre         | Détails                                            | Position dans les charts |
| Titre         | Détails                                            | UK                       |
| ------------- | -------------------------------------------------- | ------------------------ |
| Turning Tides | - Date de sortie: 18 août 2017 - Label: Silvertone | 37                       |
| Wildwood Kin  | - Date de sortie: 4 octobre 2019 - Label: Sony     | 51                       |

### EPs
| Titre             | Détails                                                 |
| ----------------- | ------------------------------------------------------- |
| Salt of the Earth | - Date de sortie: 31 janvier 2015 - Label: Wildwood Kin |

### Singles
| Année | Titre              |
| ----- | ------------------ |
| 2016  | "Warrior Daughter" |
| 2017  | "Run"              |
| 2017  | "Taking a Hold"    |
| 2017  | "On and On"        |
| 2018  | "Steady My Heart"  |
| 2019  | "Never Alone"      |